# Zilveren Reddingsmedaille (Mecklenburg-Schwerin)
De Zilveren Reddingsmedaille, (Duits: "Silberne Rettungsmedaille"), was een onderscheiding die door de regering van de Vrijstaat Mecklenburg-Schwerin in 1926 werd ingesteld. De medaille werd voor moedige reddingsacties toegekend en werd verleend totdat het nazi-regime de Duitse staten in 1934 ophief.
De medaille werd alleen in zilver toegekend.